# Стальная Крыса поёт блюз
Стальная Крыса поёт блюз (англ. The Stainless Steel Rat Sings the Blues) — фантастический роман американского писателя-фантаста Гарри Гаррисона, входящий в цикл произведений про Джимми ди Гриза по прозвищу Стальная Крыса. Третье по внутренней хронологии произведение цикла.

## Сюжет
Во время попытки кражи отчеканенных пятисоттысячных монет с Монетного двора галактический мошенник Джим ди Гриз попадает в полицейскую ловушку и под угрозой немедленной казни вынужден взяться за выполнение сложной миссии для Галактической Лиги. Руководя отрядом спецагентов, замаскированным под поп-группу, он отправляется на Лайокукаю — специальную планету-тюрьму. На неё совершил аварийную посадку исследовательский корабль, в результате чего был утерян таинственный артефакт, предположительно являющийся первым найденным следом существования инопланетной цивилизации. Его Джиму и предстоит во что бы то ни стало разыскать в течение 30 дней, так как для большей послушности ему сделали инъекцию смертоносного яда, который убьёт его через этот срок, если не ввести противоядие.

## Приём критиков
В обзоре на Publishers Weekly отмечается, что благодаря головокружительному темпу развития сюжета роман придётся по вкусу как фанам научной фантастики, так и рядовым читателям. В Kirkus Reviews рецензент подытожил после описания произведения: «Великолепный быстроразвивающийся сюжет, с настоящим юмором и добродушной сатирой, который одинаково понравится новичкам и заядлым любителям».